# Hrabstwo Ford (Kansas)

Piramida wieku hrabstwa

Hrabstwo Ford – hrabstwo położone w USA w stanie Kansas z siedzibą w mieście Dodge City. Założone 26 lutego 1867 roku.

## Miasta
- Dodge City
- Spearville
- Bucklin
- Ford

## CDP
- Fort Dodge
- Wilroads Gardens
- Wright

## Sąsiednie Hrabstwa
- Hrabstwo Hodgeman
- Hrabstwo Edwards
- Hrabstwo Kiowa
- Hrabstwo Clark
- Hrabstwo Meade
- Hrabstwo Gray